# Светски дан становништва
Светски дан становништва је годишњи догађај, који се обележава 11. јула сваке године. Програми поводом догађаја  акцентују подизање свести о глобалним проблемима становништва. Догађај је установио Управни савет Програма Уједињених нација за развој 1989. Инспирисан је јавним интересовањем за Дан пет милијарди 11. јула 1987. године, приближног датума када је светска популација достигла пет милијарди људи. Светски дан становништва има за циљ да повећа свест људи о различитим популационим питањима као што су значај планирања породице, родне равноправности, сиромаштва, здравља мајки и људских права.
Дан је предложио др К.Ц. Захарија, када је радио као старији демограф у Светској банци. Предложио је датум мна који је светска популација достигла пет милијарди.